# 栖藻菌属
栖藻菌属（学名：Algicola）是假交替单胞菌科下的一属。此属的细菌是革兰氏阴性、严格好氧、氧化酶阳性且嗜温的细菌。此属的物种用单极鞭毛运动。此属的模式种是溶菌栖藻菌（Algicola bacteriolytica）。

## 词源
Algicola这个名称源自拉丁语“alga”，指一种海藻和“cola”或“incola”，意思是居民。因此，Algicola的意思是藻类的居民。

## 下属物种
本属包括以下物种：
- 溶菌栖藻菌 Algicola bacteriolytica (Sawabe et al. 1998) Ivanova et al. 2004
- 相模湾栖藻菌 Algicola sagamiensis (Kobayashi et al. 2003) Nam et al. 2007